# بوت هاربر، نیو ساوت ولز
بوت هاربر (به انگلیسی: Boat Harbour) یک حومه شهر در استرالیا است که در نیو ساوت ولز واقع شده‌است.